# 新山千春
新山 千春（にいやま ちはる、1981年〈昭和56年〉1月14日 - ）は、日本のタレント、女優、YouTuber。
青森県青森市出身。ホリプロ所属。元夫は元プロ野球選手の黒田哲史、長女はタレントで元子役の新山もあ。

## 人物

### 経歴
青森市立高田中学校を経て、堀越高等学校卒業。
1995年、第20回ホリプロタレントスカウトキャラバンの審査員特別賞を受賞したのをきっかけに芸能界入り。1996年の映画『お日柄もよくご愁傷さま』で女優デビュー。2000年には、中山秀征と共にテレビ朝日のクイズ番組『タイムショック』のMCに就任。他に過去の主な番組は『ジャングルTV 〜タモリの法則〜』・『嗚呼!バラ色の珍生!!』アシスタントなど。
1998年、プレイステーション用ゲーム『ユーラシアエクスプレス殺人事件』に榎本加奈子、深田恭子らと出演。1998年から2000年までセブン-イレブンのCMに出演。2001年、映画『ゴジラ・モスラ・キングギドラ 大怪獣総攻撃』に主演。2002年、『ドラえもん のび太とロボット王国』（ジャンヌ女王役）で声優に初挑戦。様々な役柄を演じ、演技派女優と評される。
2004年、読売ジャイアンツ所属（当時）の黒田哲史との婚約を発表。同年12月に結婚。
2006年2月16日、妊娠5か月であることを発表。同年7月12日、第1子の女児（もあ）を出産。2006年12月、新山のデザインキャラクター「赤ちゃんけろっとスイッチ」がタカラトミーから発売された。
2010年1月、青森市観光大使に就任。
2014年12月29日、自身のブログにて、黒田との離婚を発表。
2020年、YouTubeに自身のチャンネルを開設し、YouTuberデビュー。
2023年11月7日放送の『踊る!さんま御殿!!』（日本テレビ）の番組内で一般男性との再婚を報告した。

### 家族
実家の家族構成は、両親と兄。母親とは仲が良く、お互い「ちゃん」付けで呼び合う関係である。
2006年に出産した娘のもあは自身が所属するホリプロの「リトルスター」部門に登録していた時があり、「新山小春」の芸名で子役をしていた。新山は「親子役でドラマに出たい」と語ったことがある。なお、娘とはテレビアニメ『ロボカーポリー』で共演したことがある。
遠い親戚（はとこの夫の甥）として、アカペラグループRAG FAIRの土屋礼央がいる。

### エピソードなど
- 自身の性格について「男っぽい[2]」「好きなことややりたいことは曲げないで前に出る性格[13]」と称している。
  - 『ゴジラ・モスラ・キングギドラ 大怪獣総攻撃』監督の金子修介は、「思った以上にアクティヴな子だった」と評している[14]。同作品では、演じる立花由里に共感する部分が多かったことからサバサバした男っぽい役作りで臨んだところ、金子のイメージとは異なっていたという[13]。
  - 同作品で共演した宇崎竜童は、初対面でも親しく接してきてプライベートなことも平気で話してくる新山の距離感に戸惑ったが、役者としては文句のつけようはなかったと語っている[15]。
- 好きな色はピンク色。
- 好きなアーティストは浜崎あゆみで、高校時代からのファン[16]。
- 好きな季節は夏。
- 好きな映画として岩井俊二の監督作品を挙げており、岩井作品に出演することが夢であると語っていた[13]。
- 結婚する以前、理想のタイプはナインティナインの岡村隆史と語っていた。
- 趣味はドライブだが「車の運転が危ない」と兄に指摘されたことがある。右足でアクセルを、左足でブレーキを踏んでいたため、ブレーキングの遅れを指摘された。さらにロケの最中に新山が車を運転していたが、ブレーキングの遅れが原因で横断歩道で停車してしまい、そのことを警察官に指摘され、ロケ中にもかかわらず罰則を受けたことがある。
- 子供のころに『加トちゃんケンちゃんごきげんテレビ』の「面白ビデオコーナー」にビデオを投稿し、採用されてテレホンカードをもらったことがある[17]。
- 中学時代はソフトボール部に所属し、代打で本塁打を打ったことがある。
- 堀越高校時代の同級生に岡田准一と野波麻帆がいる。
- 乙葉とは同級生でほぼ同時期に結婚。りんごの名産地の出身であるなど共通点が多い。

## 出演

### テレビドラマ
- もう我慢できない!（1996年、フジテレビ） - 福本心 役
- D×D（1997年、日本テレビ）
- ナースのお仕事2 第11話「さよなら、いずみちゃん」（1997年、フジテレビ）
- 義務と演技（1998年、TBS） - 瀧沢ゆい 役
- 海まで5分（1998年、TBS） - 海野久里子 役
- リング〜最終章〜（1999年、フジテレビ）
- おばあちゃま、壊れちゃったの?（2000年、テレビ朝日） - 中谷智美 役
- アナザヘヴン〜eclipse〜（2000年、テレビ朝日） - 篠原加奈子 役
- リミット もしも、わが子が…（2000年、よみうりテレビ） - 日色泉水 役
- 編集王（2000年、フジテレビ）
- 四千万歩の男・伊能忠敬（2001年、NHK総合）
- 別れさせ屋 第7話（2001年、よみうりテレビ） - 圭子 役
- 茉莉子（2001年6月2日、NHK総合） - 主演・木野茉莉子 役
- 反乱のボヤージュ（2001年10月6日・7日、テレビ朝日） - 田北奈生子 役
- しあわせのシッポ（2002年、TBS） - 茅野雛子 役
- 天国への階段（2002年、日本テレビ） - 新谷英子 役
- 精霊流し〜あなたを忘れない〜（2002年、NHK総合）
- ナイトホスピタル〜病気は眠らない〜 第5話（2002年、よみうりテレビ） - 清水冴子 役
- 新・夜逃げ屋本舗 第7話（2003年、日本テレビ） - 岸本直美 役
- スカイハイ 第4話（2003年、テレビ朝日）
- 異議あり! 女弁護士大岡法江（2004年、テレビ朝日） - 村上環希 役
- 新しい風（2004年、TBS） - 近沢沙希 役
- キミ犯人じゃないよね? 第2話（2008年、テレビ朝日） - 我孫子尚美 役
- 金曜プレステージ「ひみつな奥さん3 イケメンホスト殺人事件」（2008年5月30日、フジテレビ）
- 月曜ゴールデン
  - 刑事シュート しゅうと&ムコの事件日誌シリーズ（2008年 - 2015年、TBS） - 百瀬穂香 役
- 連続テレビ小説「カーネーション」（2011年 - 2012年、NHK総合） - 小原優子（成人期） 役
- プレミアムドラマ「ナンシー関のいた17年」（2014年12月14日、NHK BSプレミアム） - 主演・米田（関）真里 役
- 本当にあった女の人生ドラマ「ママ友依存」（2016年11月18日、フジテレビ） - 島本芳乃 役[18]
- 警視庁・捜査一課長 season3 第8話（2018年5月31日、テレビ朝日系） - 並河彩音 役
- アイアングランマ2（2018年6月 - 7月、NHK BSプレミアム）
- 探偵が早すぎる（2018年7月19日 - 9月20日、日本テレビ） - 十川純華 役[19]
- 特捜9 season2 第8話（2019年6月5日、テレビ朝日）- 早乙女凛 役
- ウルトラマンタイガ（2019年7月6日 - 12月28日、テレビ東京） - 佐々木カナ 役[20]
- 日曜プライム「家栽の人」（2020年5月17日、テレビ朝日） - 立花春江 役
- 月曜プレミア8 横山秀夫サスペンス「モノクロームの反転」（2020年11月9日、テレビ東京） - 弓岡洋子 役
- ドラマイズム「＃居酒屋新幹線」 第1話（2021年12月14日、TBS系列） - 横山しのぶ 役
- D&D〜医者と刑事の捜査線〜 最終話（2024年11月29日、テレビ東京） - 筧安江 役[21]
- 夫よ、死んでくれないか（2025年4月7日 - 6月23日、テレビ東京） - 映美 役[22]

### テレビ番組レギュラー出演
現在のレギュラー
- じゅん散歩（2015年9月28日 - 、テレビ朝日） - 通販MC

過去のレギュラー
- ジャムパラ（1997年、日本テレビ）
- 嗚呼!バラ色の珍生!!（1997年4月 - 1999年3月、日本テレビ）
- ジャングルTV 〜タモリの法則〜（1997年10月 - 2000年9月、毎日放送）
- タイムショック21→超タイムショック（2000年 - 2014年9月、テレビ朝日） - 司会
- 噂の!東京マガジン（TBS）
- クイズところ変れば!?（テレビ東京） - 司会
- クスクス（2005年3月 - 2006年9月、中京テレビ）
- ハッピー! クラッピー（2008年9月 - 2011年9月[23]、キッズステーション）
- おもいッきりイイ!!テレビ（2008年10月 - 2009年3月、日本テレビ）
- にじいろジーン（関西テレビ） - 準レギュラー

### その他のテレビ番組
- 雨上がり食楽部（2011年3月26日、関西テレビ）
- 探せ!世界の健・美・食ワールド・ビューティー・アドベンチャー（2011年5月21日、TBS系列）
- しくじり先生 俺みたいになるな!!3時間SP（2015年10月12日、テレビ朝日）
- 突然ですが占ってもいいですか?（2022年7月4日、フジテレビ）[24]
- 発見!タカトシランド（北海道文化放送）
  - 2022年12月2日 - 東北通イーストエリアでイイとこ探し!
  - 2022年12月16日 - 新札幌エリアでおもてなし!

### 映画
- お日柄もよくご愁傷さま（1996年） - 田中瞳 役
- 友子の場合（1996年） - 五十嵐理沙 役
- なぞの転校生 （1998年） - 主演 香川翠 役
- ゴジラ・モスラ・キングギドラ 大怪獣総攻撃（2001年） - 主演 立花由里 役[3]
- 走れ!ケッタマシン〜ウェディング狂騒曲（2002年） - 谷川ユキ 役
- SUPPIN ぶるうす ザ・ムービー（2003年） - お端（江守瑞穂/江守悟郎）役
- 呪怨2（2003年） - 三浦朋香 役
- 特捜戦隊デカレンジャー THE MOVIE フルブラスト・アクション（2004年） - マリー・ゴールド 役
- プライド（2009年） - 有森 役
- 劇場版 ウルトラマンタイガ ニュージェネクライマックス（2020年） - 佐々木カナ 役[25]

### PV
- 岡野宏典「世界で誰より愛してる」（2008年）

### テレビアニメ
- ロボカーポリー（2013年） - アンバー 役[26]

### 劇場アニメ
- ドラえもん のび太とロボット王国（2002年） - ジャンヌ 役[27]
- ばいきんまんVSバイキンマン!?（2009年） - ベレちゃん 役

### ゲーム
- ユーラシアエクスプレス殺人事件（1998年） - 和田雪乃 役

### CM
- 花王「ロリエ」（1999年 - 2000年）
- セブン-イレブン（2000年）
- P&G 「ジョイ」（2010年）
- 日野・デュトロ（2011年 - 2012年）
- 永谷園「お肉マジック」（2012年 - 2013年）

### ラジオ番組
- DJアッコのパニックスタジオ（1999年10月 - 2002年、TOKYO FM）
- フェアリー・ストーリーズ（2005年、TOKYO FM）
- 明日への伝言板（2010年10月 - 2011年3月・2011年10月 - 2012年3月、cross fm）
- みんなの作文（2012年4月 - 2017年9月、ニッポン放送）
- 青春アドベンチャー「機械仕掛けの愛」（2014年2月17日 - 21日、NHK-FM）[28]
- FMシアター「幽霊シッター」（2019年9月14日、NHK-FM） - 香苗 役[29]
- FMシアター「はるかぜ、氷をとく」（2021年3月13日、NHK-FM） - 祐実 役[30]
- はいさい！沖縄デュアルライフ（2021年7月6日 - 、ラジオNIKKEI）
- FMシアター「ゴリラの背中とアップルパイ」（2023年3月11日、NHK-FM）[31]

## 出版

### 書籍
- 『新山千春のおひさま子育て』ワニブックス、2009年。ISBN 978-4-8470-1854-1。
- 『新山千春のおしゃれ・開花ノート』ワニブックス、2011年。ISBN 978-4-8470-1979-1。

### 写真集
- 『一春』ワニブックス、1997年。ISBN 4-8470-2464-8。
- 『CHIHARU NIIYAMA PHOTOGRAPHS』ワニブックス、1998年。ISBN 4847025105。
- 『Spring』角川書店、2001年。ISBN 4-04-853307-X。

## DVD
- koe（1998年）
- period（1999年）
- [Re:]（2001年）
- digi+KISHIN（2003年）

## CD
- 「おえかきベレちゃん」 - アルバム「それいけ!アンパンマン だだんだんとふたごの星」収録。新山小春とのデュエット。（2009年）
- 声ものがたりメルヘンシリーズ（オレンジ編）太陽の水がめ（2010年、ハムカンパニー）